# Griff Rhys Jones
Griffith Rhys Jones, bedre kendt som Griff Rhys Jones, (født 16. november 1953), er en walisisk komiker, forfatter og skuespiller. 
Han fik sit nationale gennembrud i 1980'erne, da han sammen med Mel Smith medvirkede i en række komedieserier i engelsk TV, bl a Not the Nine O'Clock News – på dansk Det er ikk' TV-Avisen.